# Elophila atlantica
Elophila atlantica là một loài bướm đêm trong họ Crambidae.